# Убити Боно
«Убити Боно» (англ. Killing Bono) — фільм режисера Ніка Гемма 2011 року.

## Зміст
Коли Боно тільки починав свою кар'єру і створював групу U2, що стала згодом всесвітньо знаменитою, у нього були конкуренти серед однокласників. Ніл і Айвен зібрали власний рок-бенд, у якого були всі шанси зайняти місце першого колективу в плеяді світових зірок. У шкільні роки Ніл МакКормік та Боно марили рок-н-ролом і кожен створив власний гурт. Ніл — «Shook Up», а Боно — «U-2». Обоє — дивовижно талановиті. І був час, коли вони могли свої таланти об'єднати. Та так не вийшло. Марнославство, гординя, заздрість — звичайні людські гріхи, заважали Нілу бути успішним. Та Ніл вважав, що його щастю заважає Боно. Тобто вбити Боно — і немає проблем! Іноді ця думка ставала головною у голові МакКорміка…

### Знімальна група
- Режисер — Нік Гемм
- Продюсери — П'єрс Темпест, Єн Флукс, Марк Гаффам
- Сценаристи — Бен Бонд, Дік Клемент, Єн Ла Френас
- Оператор — Кіран Мак-Гіган
- Композитор — Джо Еко
- Художники — Том Маккаллаг, Марк Лоурі, Лорна Марі Муган
- Монтаж — Біллі Снеддон

### У ролях
| Актор           | Роль            |
| --------------- | --------------- |
| Бен Барнс       | Ніл МакКормік   |
| Роберт Шіен     | Айвен МакКормік |
| Мартін Макканн  | Боно            |
| Стенлі Таунсенд | Денні           |
| Піт Постлетуейт | Карл            |
| Крістен Ріттер  | Глорія          |

## Цікаві факти
- Сценарій написаний по автобіографії Нілу Маккорміка, рок-журналіста газети The Telegraph.
- Для Піта Постлетуейта картина виявилася останньою. У січні 2011 року він помер від раку.

## Виробництво
- Фільм знімався в Північної Ірландії
- Sony Music Entertainment випустила саундтрек до фільму.
- Світова прем'єра відбулася в The Savoy Cinema в Дубліні.